# Монітори класу Körös
Монітори класу Körös входили до складу Військово-морського флоту Австро-Угорщини і були розроблені на основі досвіду експлуатації моніторів класу Maros. Однотипні монітори «Körös» і «Szamos» назвали на честь річок Кереш (рум. Criș) та Сомеш.
Бойові дії Першої світової війни розпочались о 2:00 29 липня 1914 з обстрілу Белграда річковими моніторами Temes, Bodrog, Számos.

## Історія
Монітори прийняли на озброєння 1892 року. У чотирьох баштах розмістили дві 120-мм гармати і дві 70-мм гармати, доповнивши озброєння кулеметами.
У час Першої світової війни монітори брали участь у здобутті Белграда (1914), на Румунському фронті (1916), обстрілюючи місто Джурджу, понтонний міст, ворожі позиції на суходолі. Після року бездіяльності їх спрямували 1918-го до Одеси, залучивши до операцій на теренах України. Після цього по Дунаю вони повернулись до Будапешта. Після завершення війни згідно з рішенням Антанти монітори спочатку планували роззброїти і використовувати як понтони.
Монітор Szamos захопили сили УРБ, згодом його перевели до Відня для роззброєння (1921).
Монітор Körös англійський екіпаж перевів до Белграда. Техніку передали королівському ВМФ Югославії, назвавши на честь ріки Морава. З початком 2-ї світової війни монітор «Морава» затопив власний екіпаж 12 квітня 1941 біля Белграда.